# Agrostis flabellata
Agrostis flabellata é uma espécie de gramínea do gênero Agrostis, pertencente à família Poaceae.